# Circuit El Toll
El Circuit El Toll, o del Toll, fou un circuit permanent de motocròs que tingué activitat entre 1976 i mitjan dècada del 1980. Era a tocar de Collsuspina, dins el terme municipal de Moià (aleshores al Bages i actualment al Moianès), fou el relleu del Circuit de Gallecs quan aquest equipament de Mollet del Vallès caigué en desús.
Gestionat pel Motoclub Mollet en col·laboració amb l'Escuderia Isern, amb Josep Isern al capdavant, el circuit fou la seu d'esdeveniments de prestigi, com ara els 1.000 km T.T. Isern, el Motocròs de Mollet (puntuable en una edició per al Campionat d'Espanya) i proves puntuables per al Trofeu Montesa i el Trofeo Motociclismo. A banda, a les seves immediacions s'hi organitzaren proves de side-trial i d'enduro, a més de nombrosos cursets de motociclisme infantil (motocròs i trial), una activitat en què Josep Isern fou pioner.

## Situació
El Circuit El Toll era ben a prop de Collsuspina però encara dins el terme municipal de Moià, a 5 km del centre urbà d'aquest poble i a 60 de Barcelona. El circuit estava situat entre el torrent del Toll i les coves del Toll, d'on prenia el nom (ben a prop de les masies El Toll i Els Plans del Toll), dins una finca de 48 ha propietat de Josep Isern.
L'accés més directe era per la carretera que va de Moià a Collsuspina. Poc abans d'arribar a aquesta darrera població, un trencall a la dreta enllaça amb el camí de l'Espinoi, el qual baixa de Collsuspina a Castellterçol, on arriba a l'actual polígon del nord després d'empalmar amb la riera de Fontscalents. Baixant per aquest camí, a uns 4 o 5 km del trencall esmentat, hi havia l'aparcament i l'accés al complex del circuit.

## Característiques

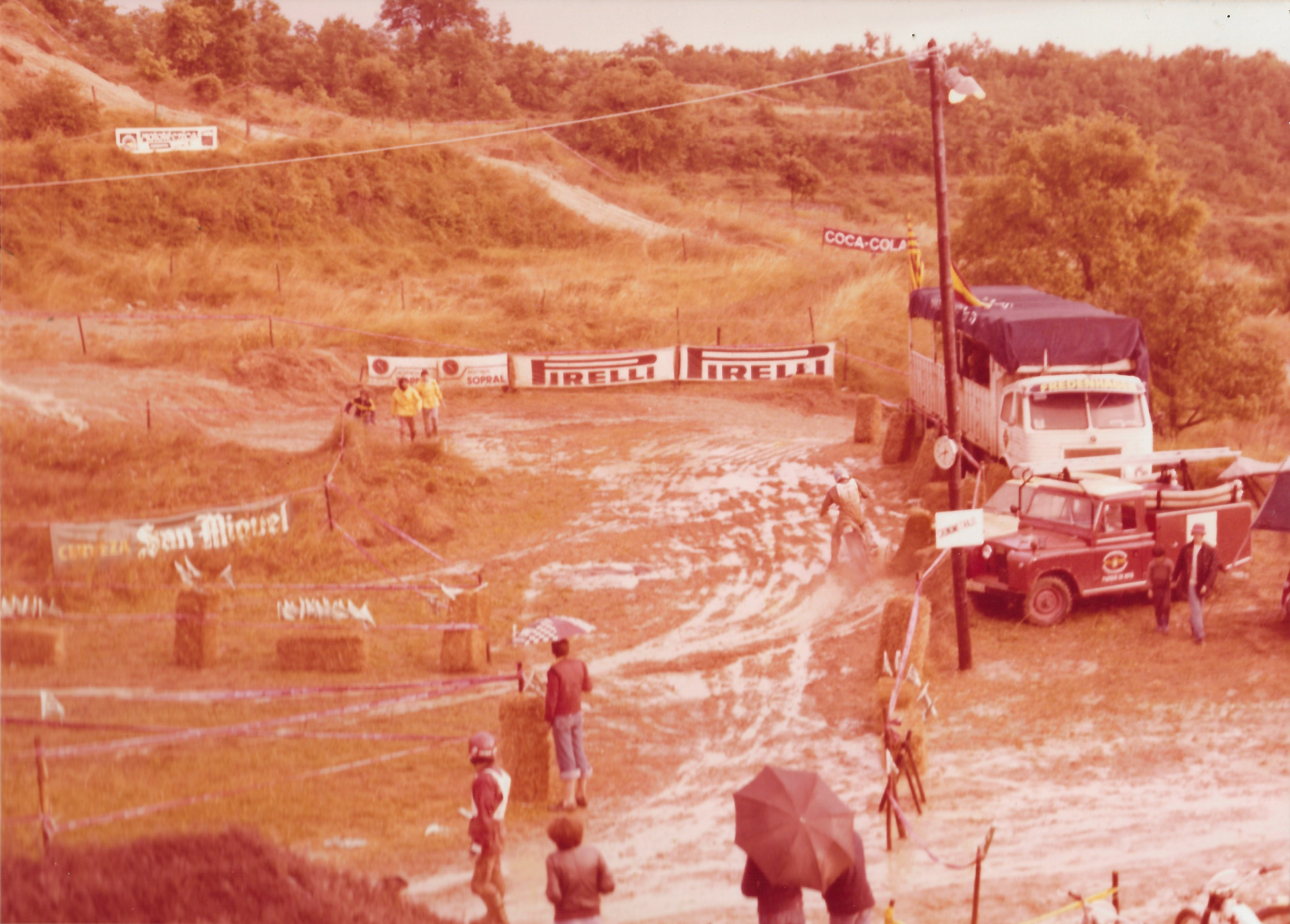
Vista del circuit, força enfangat, durant els 1.000 km Isern de 1977

A banda del circuit de motocròs, Josep Isern va habilitar a la seva extensa finca espais per a la pràctica del trial, el side-trial i l'enduro. En aquest sentit, El Toll fou una mena d'antecessor dels actuals "parcs motor" dedicats a la pràctica de diverses disciplines del motociclisme, un dels més coneguts dels quals és el Parcmotor Castellolí, a l'Anoia.
La característica principal del circuit El Toll era el seu terreny pedregós. El Moianès és molt rocós, els pagesos han de treure sovint piles de rocs dels seus camps. Ja Pascual Madoz, al seu Diccionario geográfico-estadístico-histórico de 1845, en parlar de Collsuspina -«Collsespina (vulgo Collsuspina)»- diu que el terme era muntanyós, pedregós i de secà. Per tal d'habilitar el circuit i facilitar-hi la pràctica del motocròs, Josep Isern hi organitzava jornades de condicionament amb l'ajuda de molts joves de Collsuspina, els quals col·laboraven en la neteja de la pista a canvi de poder-hi entrenar després una estona. Malgrat tot, per més rocs que en traguessin, al cap de poc ja n'hi tornava a haver. El circuit del Toll era conegut, doncs, per les nombroses pedres que castigaven les suspensions de les motocicletes i afegien cansament i desgast als pilots.
Al començament, l'accés al circuit era complicat, ja que no hi havia cap camí en condicions que hi menés i, fins a la construcció del circuit, per la zona pràcticament només hi passaven pagesos amb tractors. Per a facilitar-hi l'arribada de practicants i espectadors, la família Isern va eixamplar antics camins de carro i en va obrir de nous en condicions. També van fer arribar la llum a la seva finca, van fer-hi un pou per a poder tenir aigua i moltes altres actuacions que els van suposar fortes inversions econòmiques.
El problema del Toll era que, amb les carreteres de l'època, era a una hora de Barcelona i, per tant, els motociclistes barcelonins que hi anaven a entrenar s'hi havien de quedar a dinar i tot això els suposava més despeses (mentre aquests afeccionats disposaven del circuit de Gallecs, a mitja hora escassa de Barcelona, els resultava molt més ràpid i fàcil practicar el seu esport). Això feia que l'afluència de practicants al Toll fos baixa. Més tard, quan es van crear altres circuits de motocròs més a prop de Barcelona, o més ben comunicats amb aquesta ciutat (Sant Cugat del Vallès, Sant Celoni, Vallgorguina, etc.), l'assistència de practicants al Toll es va estroncar per sempre més.

## Història

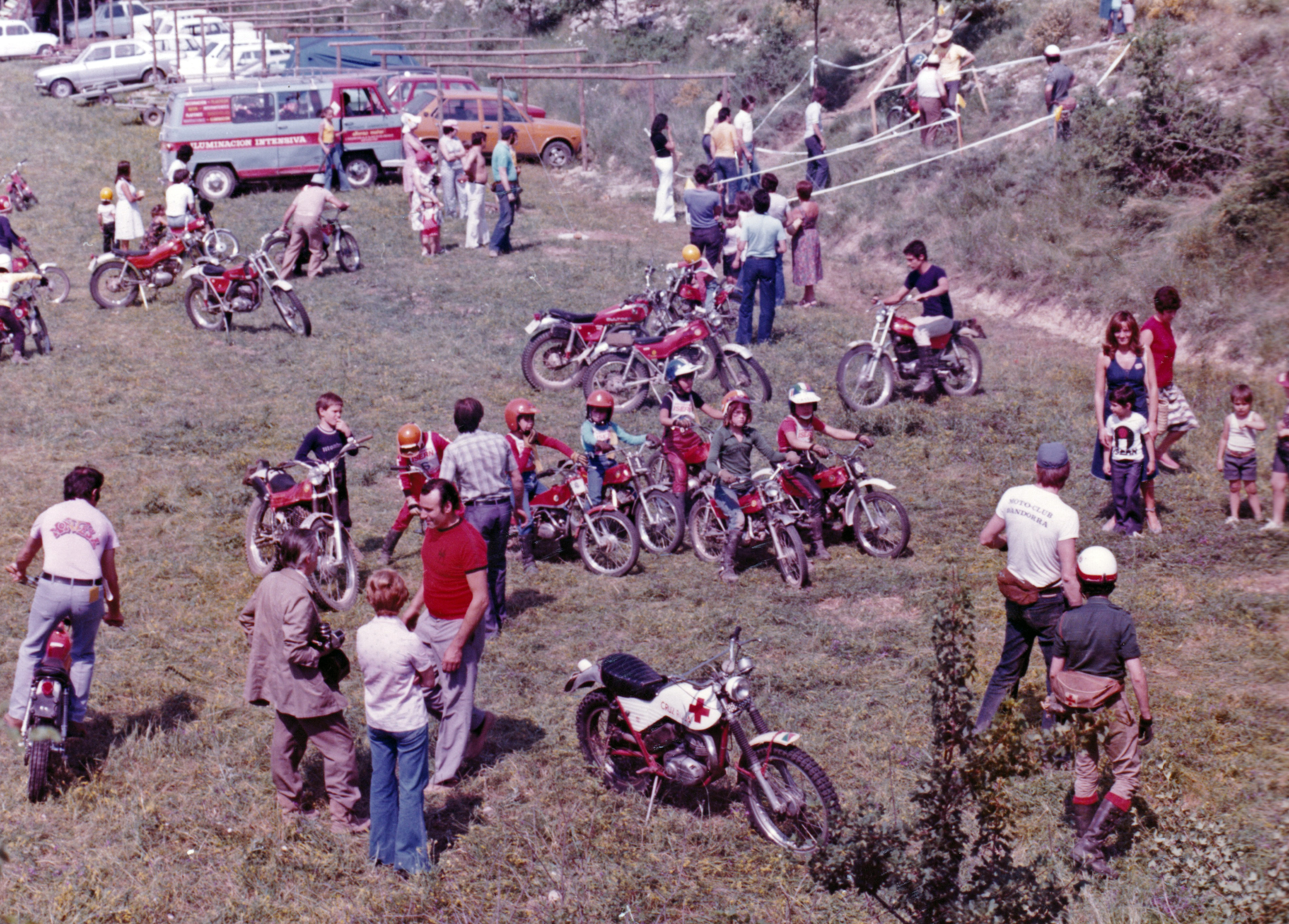
Inauguració de la finca El Toll amb un curset infantil, l'estiu de 1976. A l'esquerra, de vermell, Josep Isern.

El 1974, Josep Isern va impulsar la fundació del Motoclub Mollet i la construcció d'un circuit de motocròs permanent a la seva ciutat natal, el qual s'inaugurà el juliol d'aquell mateix any amb el primer Motocròs de Festa Major. Aquell equipament, conegut com a Circuit de Gallecs per raó del seu emplaçament, dins l'actual parc natural de Gallecs, passà per una etapa de gran activitat esportiva fins que, a finals de la dècada del 1970, la creixent lluita veïnal i ecologista en favor de la protecció de Gallecs va fer preveure que aviat s'hauria d'abandonar.
El novembre de 1975, tot cercant alternatives, Josep Isern adquirí una gran finca (48 ha) prop de les coves del Toll, amb la idea de crear-hi un nou circuit i una àmplia zona al voltant per a la pràctica del motociclisme fora d'asfalt. Isern es decidí per aquest emplaçament per diverses raons, entre elles el preu del terreny, més econòmic que al Vallès i les immediacions de Barcelona, i el fet que a la zona no hi havia oposició veïnal als circuits de motocròs, com sí que passava a Gallecs i la conurbació de Mollet del Vallès; ben al contrari, els ajuntaments del Moianès veien de bon ull la creació d'un complex on els joves dels seus pobles poguessin anar a practicar el motocròs, en comptes de fer-ho als polígons i descampats propers on anaven fins aleshores (al Moianès hi havia a l'època molta afició a la moto de muntanya). L'Ajuntament de Moià va col·laborar amb la família Isern a l'hora de demanar els permisos administratius pertinents.
El 25 de juny de 1976, quan feia poc que Isern havia adquirit la seva finca i encara no hi havia ni el circuit de motocròs, s'hi va celebrar la primera prova oficial en forma de curset infantil: el VI Curset infantil de trial y motocròs del Motoclub Mollet. En aquella ocasió, exerciren de monitors de trial Pere Pi i Oriol Puig Bultó, mentre que del motocròs se n'encarregaren Ramon Burés i Joan Bellsolà (el director del curset fou, com de costum, Ricard Pinet). L'esdeveniment comptà amb una gran afluència de participants i familiars.

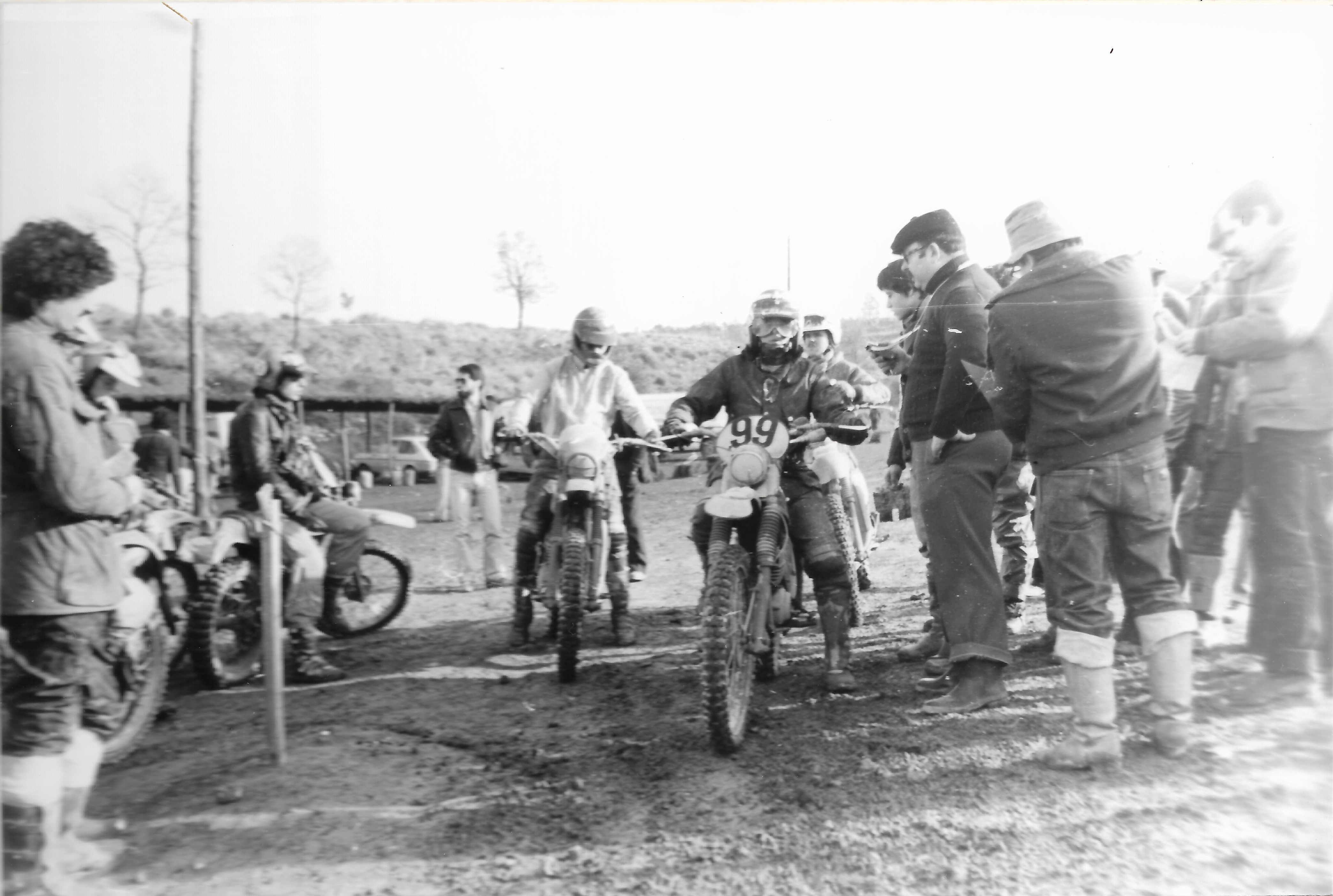
Participants al TT del Toll durant les verificacions (21/1/1979)

El juliol de 1977, un cop habilitat el nou circuit de motocròs, aquest s'estrenà oficialment amb la celebració dels I 1.000 km T.T. Isern, una prova que esdevingué clàssica dins el calendari de competicions de la modalitat de la Resistència TT. Inicialment, el nou circuit gaudí de bona acceptació i els caps de setmana hi havia molts afeccionats practicant-hi el motocròs, a més de nombrosos automòbils tot terreny que hi anaven també entre setmana.
El 1980, coincidint amb la transferència a la Generalitat de Catalunya del patrimoni de l'antic Instituto Nacional de Urbanización (INUR), entre el qual els terrenys de Gallecs, fou el darrer any d'activitat del circuit de Mollet del Vallès. La darrera cursa de què es té notícia a Gallecs fou el VII Motocròs Vila de Mollet, puntuable per al Campionat d'Espanya, que s'hi celebrà el cap de setmana del 23 i 24 de febrer de 1980. Tot i haver abandonat el Circuit de Gallecs, però, el "Motocròs de Mollet" se seguí celebrant encara uns anys amb aquesta denominació, per bé que ara ja al nou circuit El Toll. L'u de març de 1981, per exemple, es disputà al Toll l'anomenat "VIII Motocròs de Mollet", puntuable en aquella ocasió per al Campionat d'Espanya de 500cc i per al VI Trofeu Montesa. També hi ha constància del "X Motocròs de Mollet", celebrat el 21 de setembre de 1983 al circuit del Moianès.
Malgrat la bona acollida inicial, l'afluència al circuit del Toll va començar a davallar dramàticament a partir del 1981-1982, com s'ha dit, a causa de la situació apartada de l'indret i la creació de nous circuits propers a Barcelona. A més a més, el fet que al circuit s'hi morís en competició un pilot de Derbi andalús (d'Alcalá de Guadaira), durant una edició del Trofeu Montesa, va fer que Josep Isern es refredés i comencés a plantejar-se deixar d'organitzar curses de motocròs. Unit a tot això el fet que la gran activitat esportiva del seu motoclub era difícil de conciliar amb la vida familiar i amb la bona marxa del seu negoci, Josep Isern va decidir finalment clausurar el Toll. Cap al 1983, l'indret fou abandonat i Isern va passar a centrar-se en el motociclisme infantil i, sobretot, en la promoció del Trialsín, una altra activitat en què va destacar durant anys.

## Competició
Durant la seva relativament curta existència, El Toll acollí diverses competicions de nivell. La revista madrilenya Motociclismo, per exemple, va fer servir el circuit en dues edicions del seu "Triangular Nacional de Moto Cross", conegut també com a "Trofeo Motociclismo": el cap de setmana del 15 i 16 de novembre de 1980 i la tardor de 1981. L'u de març de 1981, al Toll s'hi celebrà el VIII Motocròs de Mollet, puntuable en aquella ocasió per al Campionat d'Espanya de 500cc, coincidint amb la segona prova puntuable per al VI Trofeu Montesa.
A banda de proves de side-trial puntuables per al Campionat de Catalunya i dels nombrosos cursets infantils que s'hi organitzaren, una altra prova destacada del Toll fou l'anomenat "TT del Toll", una prova d'enduro promocional que, en col·laboració amb Montesa, volia atraure pilots debutants a aquesta dura especialitat, anomenada aleshores encara "Tot Terreny". L'edició del 1979, per exemple, celebrada el 21 de gener, és recordada per la gran duresa, especialment per l'intens fred i l'abundant pluja caiguda, que va convertir el recorregut en un fangar gairebé impracticable.

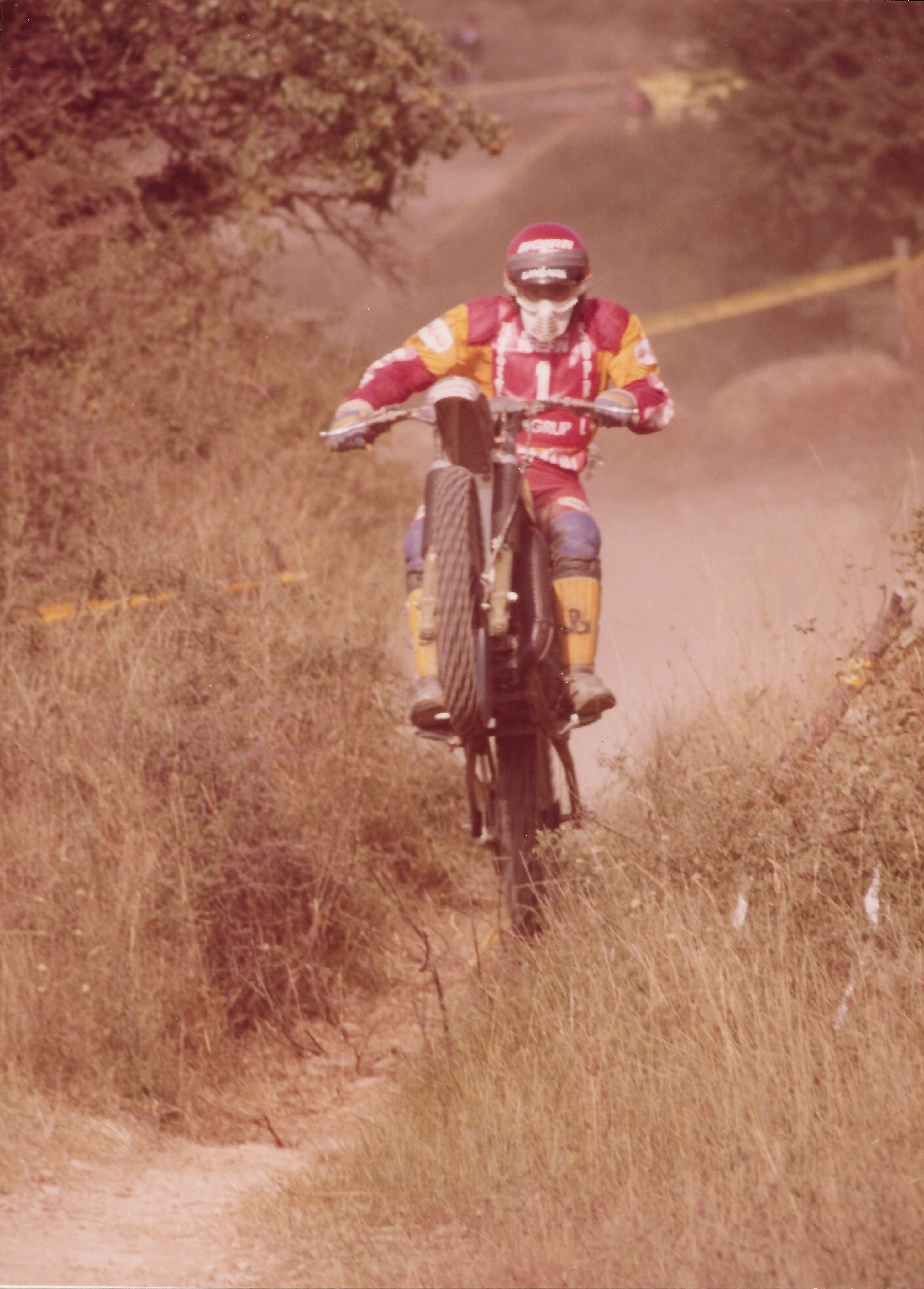
Climent Puigdomènech durant els 1.000 km Isern de 1979 al Toll

Però varen ser probablement els 1.000 km T.T. Isern la prova més emblemàtica del circuit El Toll. En una ocasió, aquesta prova fou puntuable per a un torneig europeu: arran de la segona edició del Bol d'Herbe a Volnay el cap de setmana del 6 al 8 de juliol de 1979, l'organitzador Marcel Seurat i Josep Isern van decidir de crear una mena de Challenge europea de Resistència Tot Terreny, la qual havia de comptar inicialment amb dues proves aquell mateix any: el Bol d'Herbe al juliol i els 1.000 km T.T. Isern a finals d'agost. A l'hora de la veritat, però, la idea no va funcionar perquè a la segona prova, al Toll, hi assistiren molt pocs equips a causa d'una deficient campanya publicitària prèvia.

### Principals esdeveniments
Tot seguit, es llisten els principals esdeveniments esportius que acollí el Circuit El Toll al llarg de la seva història:
| Prova                | Tipus          | 1a edició |
| -------------------- | -------------- | --------- |
| Tot-Terreny del Toll | Enduro         | 1977      |
| 1.000 km T.T. Isern  | Resistència TT | 1977      |
| Side-trial del Toll  | Side-trial     | 1977      |
| Trofeo Motociclismo  | Motocròs       | 1980      |
| Trofeu Montesa       | Motocròs       | 1981      |
| Campionat d'Espanya  | Motocròs       | 1981      |